# Middleport (New York)
Middleport est un village du comté de Niagara, dans l'État de New York, aux États-Unis,. En 2010, il comptait une population de 1 840 habitants.

## Démographie
Lors du recensement de 2010, le village comptait une population de 1 840 habitants. Elle est estimée, en 2019, à 1 743 habitants.